# Neurofibromatos
Neurofibromatos (NF), även känd som von Recklinghausens sjukdom är en neurologisk sjukdom som är resultatet av en mutation i cellens sjuttonde kromosom. Sjukdomen är indelad i två varianter, neurofibromatos 1 (NF1) och  neurofibromatos 2 (NF2). Beteckningen von Recklinghausens sjukdom används numera bara för NF1. 
Eftersom anlaget för NF är ett så kallat dominant anlag krävs det bara att barnet ärver anlaget till NF från en av sina föräldrar för att själv drabbas. Alltså om ena föräldern har NF är risken att barnet ärver sjukdomen 50%, hälften av fallen med NF1 uppstår dock genom nymutation hos kromosom 17 i Neurofibromen 1. Man räknar med att en på 3000 bär på NF1, vilket innebär att det finns cirka 3000 med sjukdomen i Sverige. Sjukdomen är lika vanlig hos män som hos kvinnor. 
NF2 uppstår genom en mutation hos proteinet merlin även kallad Neurofibrom 2 hos kromosom 22. NF2 är betydligt ovanligare än NF1 och står för 10% av alla fall av NF.
Fibromen som ser ut som knölar är godartade tumörer som kan innebära ökad risk för cancer. Dessa tumörer bildas genom förtjockningar på nerverna. Detta kan ske hos perifera nerver och fibromen syns då genom huden. Fibromen kan även uppstå på det centrala nervsystemet och kan ses vid magnetisk resonanstomografi. På dessa bilder syns fibromen som vita fläckar, eller om de sitter tätt, som vita områden.
Fibromen kan ibland, främst av kosmetiska skäl opereras bort, exempelvis om fibromen skaver mot kläder eller glasögonskalmar. Detta är dock inte alltid möjligt. Om fibromen har satt sig längs ryggraden eller halsen är operation ofta olämplig. I det senare fallet så ligger ofta halspulsådern nära området som en eventuell operation sker i.
Neurofibromatos kan medföra inlärningssvårigheter och/eller Autismliknande symptom.